# Cottus petiti
Cottus petiti, also called the chub of the Lez (Chabot du Lez, in Tiếng Pháp), là một loài cá thuộc họ Cottidae. Nó là loài đặc hữu của Pháp.

## Hình ảnh

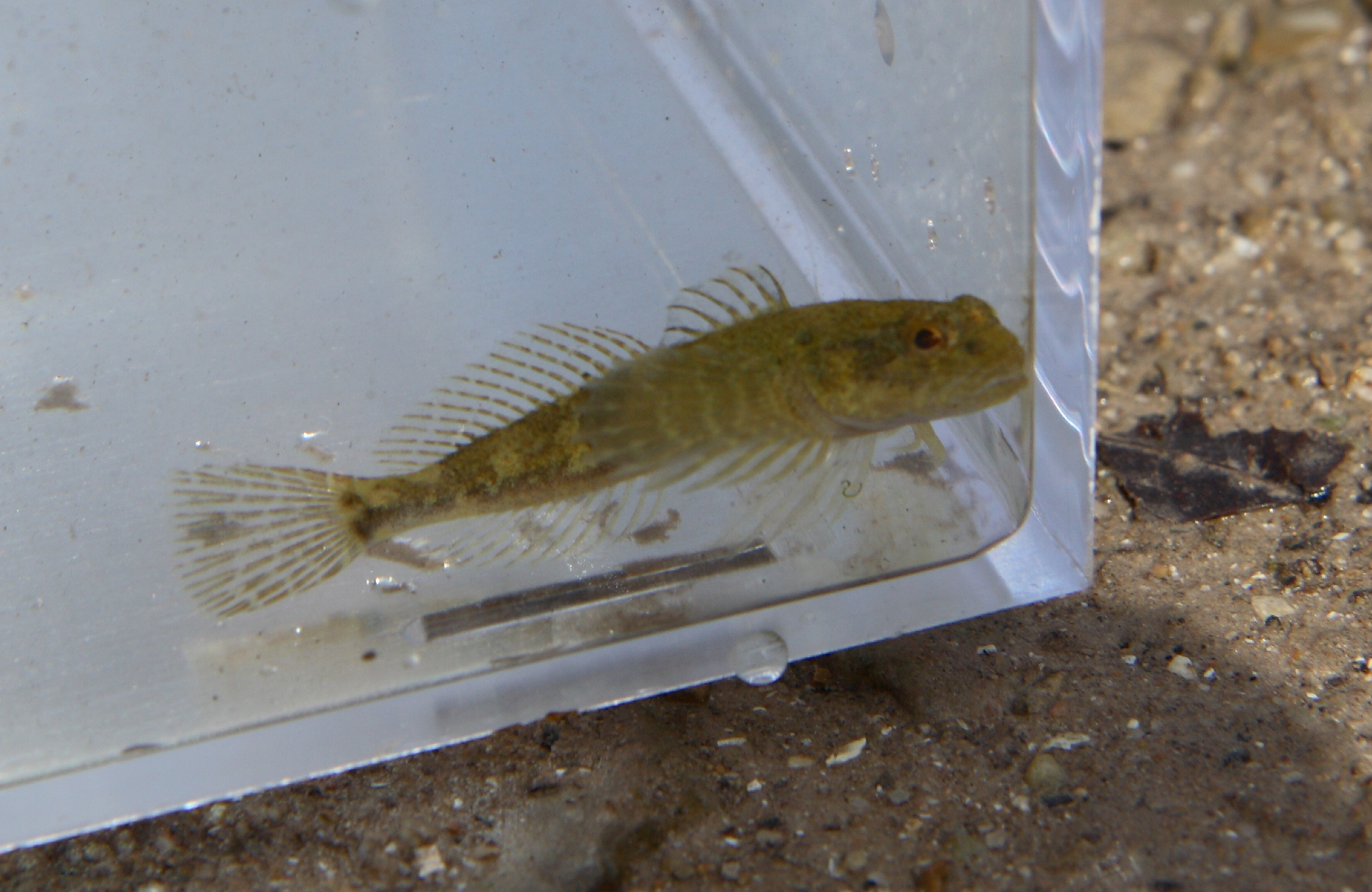